# Flavio Scarone
Flavio Andrés Scarone Bruno (Florida, 13 maggio 1991) è un calciatore uruguaiano, attaccante svincolato.